# Neceaiane
Neceaiane (în ucraineană Нечаяне) este localitatea de reședință a comunei Neceaiane din raionul Mîkolaiiv, regiunea Mîkolaiiv, Ucraina.

## Demografie
Componența lingvistică a localității Neceaiane
     Ucraineană (89,06%)
     Rusă (7,42%)
     Română (1,07%)
     Alte limbi (0,22%)
Conform recensământului din 2001, majoritatea populației localității Neceaiane era vorbitoare de ucraineană (89,06%), existând în minoritate și vorbitori de rusă (7,42%) și română (1,07%).